# One drop
One drop è un termine riferito ad uno stile di batteria usato nel reggae dove il rullante e la grancassa battono solo nel terzo movimento su un ritmo di 4/4. In altri stili di batteria in "backbeat", queste due componenti possono essere suonate sul primo e il terzo movimento, ma quando il primo battito non è accompagnato, ci si riferisce al one drop.
Il termine One drop ("una caduta" o "una goccia") si riferisce semplicemente al modo di suonare la grancassa, ed è il ritmo generalmente più diffuso nella musica reggae classica. Nel complesso, il one drop viene effettuato quando il primo movimento sui 4/4 non viene suonato, il basso elettrico entra nel secondo, la grancassa (e il rim click) viene suonata sul terzo, e la chitarra stabilisce il ritmo in levare.
Questo stile di batteria dominò la musica reggae nella prima metà degli anni settanta, per poi essere alternato o soppiantato da nuovi ritmi come il Rockers o lo Steppers, emersi durante la seconda metà del decennio.
Non è chiaro chi inventò lo stile one drop, ma venne certamente reso popolare da Carlton Barrett il quale fu prima il batterista originario della house band di Lee "Scratch" Perry ovverosia gli Upsetters e poi entrò a fare parte del gruppo musicale dei Bob Marley & The Wailers. Non a caso un brano di Bob Marley, contenuto nel disco Survival (1979), è intitolato proprio "One Drop".